# Military Channel
Military Channel – amerykański kanał telewizyjny poświęcony tematyce związanej z militariami. Kanał powstał po rozłączeniu się kanału Discovery Wings na Discovery Turbo i Military Channel.

## Najpopularniejsze programy
- Historia Oręża
- Futureweapons
- Top Ten
- Unsolved History